# 安藤英義
安藤 英義（あんどう ひでよし、1943年7月 - ）は、日本の会計学者。専門は、財務会計。企業会計制度と会計基準を研究テーマとする。学位は、商学博士（一橋大学・論文博士・1985年）（学位論文「商法会計制度論 : 商法会計制度の系統的及び歴史的研究」）。一橋大学名誉教授。瑞宝中綬章受章。
日本会計研究学会会長、企業会計審議会会長等を歴任。日本会計研究学会太田賞、日経・経済図書文化賞等受賞。

## 人物・経歴
東京都豊島区生まれ。1962年3月 東京都立小石川高等学校卒業。1967年 一橋大学商学部経営学科卒業。1969年 一橋大学法学部卒業。商法の吉永榮助の指導を受けた。1974年 一橋大学大学院商学研究科博士後期課程単位修得。片野一郎ゼミ出身で博士課程指導教官は森田哲弥で森田門下。指導学生に万代勝信、原俊雄、福川裕徳、荒井邦彦、島田明など。
1974年 一橋大学商学部専任講師、1978年 一橋大学商学部助教授に昇格。1985年 一橋大学商学部教授、同年学位論文「商法会計制度論 : 商法会計制度の系統的及び歴史的研究」で一橋大学より商学博士の学位を取得。1990年 一橋大学学生部長。1993年 税理士試験委員。1996年 一橋大学商学部長。1997年 企業会計審議会委員。1998年 一橋大学附属図書館長兼社会科学古典資料センター長、日本簿記学会副会長。2000年 公認会計士試験第2次試験委員。2002年 日本簿記学会理事。
2003年9月 日本会計研究学会会長。2006年 金融庁金融審議会臨時委員、建設業振興基金理事、全国銀行学術研究振興財団監事、2007年3月 一橋大学定年退職、同年4月 専修大学商学部教授及び財務会計基準機構評議員に就任、一橋大学名誉教授。2012年 日本税務研究センター評議員。2013年 建設産業経理研究機構評議員。2014年 専修大学定年退職、専修大学大学院商学研究科教授。2017年 産業経理協会会長。
この間、1990年12月から1992年まで政府税制調査会専門委員。2001年から2011年まで財務省財政制度等審議会臨時委員。2002年から2019年まで日本公認会計士協会監査業務モニター会議委員。2005年から2006年まで文部科学省教科用図書検定調査審議会会長。2007年1月から2017年2月まで10年間金融庁企業会計審議会会長。2009年から2015年まで税務会計研究学会会長。また2011年にはNHK受信料制度等専門調査会座長に就任。2017年2月にも、上田良一NHK会長の常設諮問機関として設置されたNHK受信料制度等検討委員会の座長に就任した。
1977年日本会計研究学会学会賞受賞、1986年日本会計研究学会太田賞受賞、1985年日経・経済図書文化賞受賞。税務会計研究学会顧問、「中小企業の会計に関する指針」作成検討委員会委員長、経済産業省中小企業の会計に関する研究会委員等も務めた。
2022年、瑞宝中綬章受章。

## 著書
- 『商法会計制度論―商法会計制度の系統的及び歴史的研究』国元書房 (1985/06)
- 『会計学研究』（新田忠誓と共著）中央経済社 (1993/02)
- 『会計フレームワークと会計基準』中央経済社 (1996/09)
- 『商法会計制度論―商法会計制度の系統的及び歴史的研究』白桃書房; 新版 (1997/05)
- 『ケース別勘定科目便覧』（監修）ぎょうせい; 9訂版 (2003/12)
- 『簿記会計の研究』中央経済社; 第5版 (2007/05)
- 『会計学論考―歴史と最近の動向』中央経済社 (2007/06)
- 『会計学大辞典』（伊藤邦雄, 廣本敏郎, 新田忠誓と共編）中央経済社; 第5版 (2007/05)
- 『貸付用語辞典』（辻正雄,中島弘雅, 近藤順茂, 野村重信と共編）銀行研修社; 第九版 (2007/05)
- 『企業会計と法制度 (体系現代会計学) 』（田中建二, 古賀智敏と共編）中央経済社 (2011/04)
- 『新財務会計1 文部科学省検定済教科書 7実教/商業317 高等学校商業科用』実教出版 (2012)
- 『新簿記』実教出版; H25新課程版 (2013)
- 『基本簿記用語辞典』（監修）同文館出版; 六訂版 (2013/8/30)
- 『森田哲弥学説の研究』（新田忠誓と共編）中央経済社 (2020)